# Чосич, Божидар
Божидар Чосич (серб. Божидар Ћосић; 28 июля 1982, Шабац) — югославский и сербский футболист, защитник.

## Карьера
Футболом начал заниматься в шесть лет в югославском клубе «Мачва». В раннем возрасте уехал за границу. Там Чосич выступал за молодёжный состав амстердамского «Аякса». Позднее играл за клубы Нидерландов и Германии. В 19 лет защитник вернулся на родину, однако выступления в югославском чемпионате принесли Чосичу разочарования. Оно было вызвано тем, что многие сербские футболисты предпочитали играть на тотализаторе. Несмотря на это, в 2005 году ему удалось выиграть Кубок Сербии и Черногории в составе «Железника».
В начале 2006 году игрок заключил контракт с подмосковными «Химками». По итогам сезона команда добилась победы в Первом дивизионе и пробилась в Премьер-Лигу, однако Чосич провел за неё всего восемь матчей и по окончании первенства он покинул клуб.
Вернувшись на родину защитник вместе с «Земуном» доходил до финала Кубка Сербии. В 2008 году Чосич с боснийской «Модричей» участвовал в квалификационном раунде Лиги Чемпионов.
Не закрепившись в венгерском «Дебрецене», серб перебрался в Румынию, где через несколько лет он завершил свою игровую карьеру.

## Сборная
Божидар Чосич вызывался в юношеские сборные Югославии. В 1998 году он участвовал в финальном этапе чемпионата мира среди юношей моложе 16 лет.

## Достижения
- Обладатель Кубка Сербии и Черногории (1): 2004/2005.
- Финалист Кубка Сербии (1): 2007/2008.
- Победитель первенства России среди команд Первого дивизиона (1): 2006.